# Metopius lugubris
Metopius lugubris là một loài tò vò trong họ Ichneumonidae.